# Església de Sant Agustí de Vinaròs
L'església de Sant Agustí de Vinaròs, amb aportacions barroques i neoclàssiques, ha estat un temple catòlic situat al centre de la població, i formà part del convent de Sant Elm de l'orde de Sant Agustí. Actualment és l'Auditori Municipal.

## Història
L'església és l'únic que queda del convent d'Agustins, el qual fou fundat en 1594 en l'ermita de la Magdalena, avui desapareguda, i al poc, traslladat al costat de les muralles per motius de seguretat. La terminació del convent s'allargà fins a 1710 per rivalitats entre els agustins i els franciscans.
Faltant una església en condicions, la construcció es realitzà entre 1749 i 1762. Posteriorment arribà de Roma, concedit per Pius VI a Rafael Lasala, bisbe de Solsona i natural de Vinaròs, el cos de Santa Victòria i, es construeix una capella annexa entre 1786 i 1788, per venerar la relíquia, que fou edificada per Pere Gonel.
El convent fou suprimit en 1820 durant el Trienni Liberal, restaurat durant el regnat de Ferran VII i definitivament suprimit en 1836 durant la desamortització de Mendizabal. El convent es dedicà a escoles i mercat. A principis del segle xx és enderrocat i es construí el mercat municipal.
Durant aquest període l'església fou mantinguda com a tal i oberta al culte, fins que en 1936 fou desmantellada, i amb posterioritat a la Guerra Civil sols s'hi celebrà missa en ocasions puntuals, la darrera de les quals fou el 25 d'agost de 1975.
Salvat de l'enderrocament per una activa campanya popular, les dependències del temple foren reconvertides: La capella de Santa Victòria, en museu, i l'església, en la seu de l'Auditori Municipal Wenceslao Ayguals de Izco. En aquest edifici es fan audicions musicals, representacions teatrals i exposicions d'art.
El 26 de gener de 1982 s'inicia l'expedient de declaració de monument historicoartístic de l'església.

## Arquitectura

### Estructura
El temple té planta de creu llatina, amb una nau de tres trams amb llunetes, creuer, presbiteri recte flanquejat per la sagristia i altra dependència, i capelles laterals entre els contraforts comunicades entre si. Té cor elevat als peus i dues torres-campanar que formen part de la façana. La nau i el presbiteri es cobreixen amb volta de canó, les capelles laterals amb volta de quatre punts, i el creuer amb cúpula sobre tambor i petxines. La coberta és de teula, vidriada en la cúpula.

### Façana
Façana simètrica amb dues torres-campanar de planta rectangular amb accés exterior, als laterals. El frontis es remata amb una cornisa mixtilínia. La portada, amb llinda i brancals de carreus, emmarcada per dues pilastres dòriques a cada costat.

### Capella de Santa Victòria
La capella de Santa Victòria, amb elements constructius plenament neoclàssics, es troba en el costat de l'Evangeli de l'església i paral·lela a la nau, amb entrada pel transsepte i per la sagristia. La seva planta és de doble creu grega, coberta als peus amb cúpula i, a la capçalera, amb un casquet esfèric. Conserva la decoració original amb estucs i pintures d'inspiració pompeiana.